# Immenstaad am Bodensee
Immenstaad am Bodensee è un comune tedesco di 6 005 abitanti, situato nel land del Baden-Württemberg.